# Jaldyr Bhering Faustino da Silva
Jaldyr Bhering Faustino da Silva (Rio de Janeiro, 24 de maio de 1914 — Florianópolis, 8 de julho de 1994) foi um militar, advogado, professor e historiador brasileiro.

## Biografia
Bacharelou-se em direito pela Universidade Federal do Paraná, em 1955. Uma escola em São Miguel do Oeste, Santa Catarina, o homenageia com a atribuição de seu nome à instituição.